# Comuna Nîjni Vorota, Voloveț
Nîjni Vorota (în ucraineană Нижні Ворота) este o comună în raionul Voloveț, regiunea Transcarpatia, Ucraina, formată din satele Nîjni Vorota (reședința) și Zadilske.

## Demografie
Componența lingvistică a comunei Nîjni Vorota
     Ucraineană (99,14%)
     Alte limbi (0,79%)
Conform recensământului din 2001, majoritatea populației comunei Nîjni Vorota era vorbitoare de ucraineană (99,14%), existând în minoritate și vorbitori de alte limbi.